# Consolador con arnés

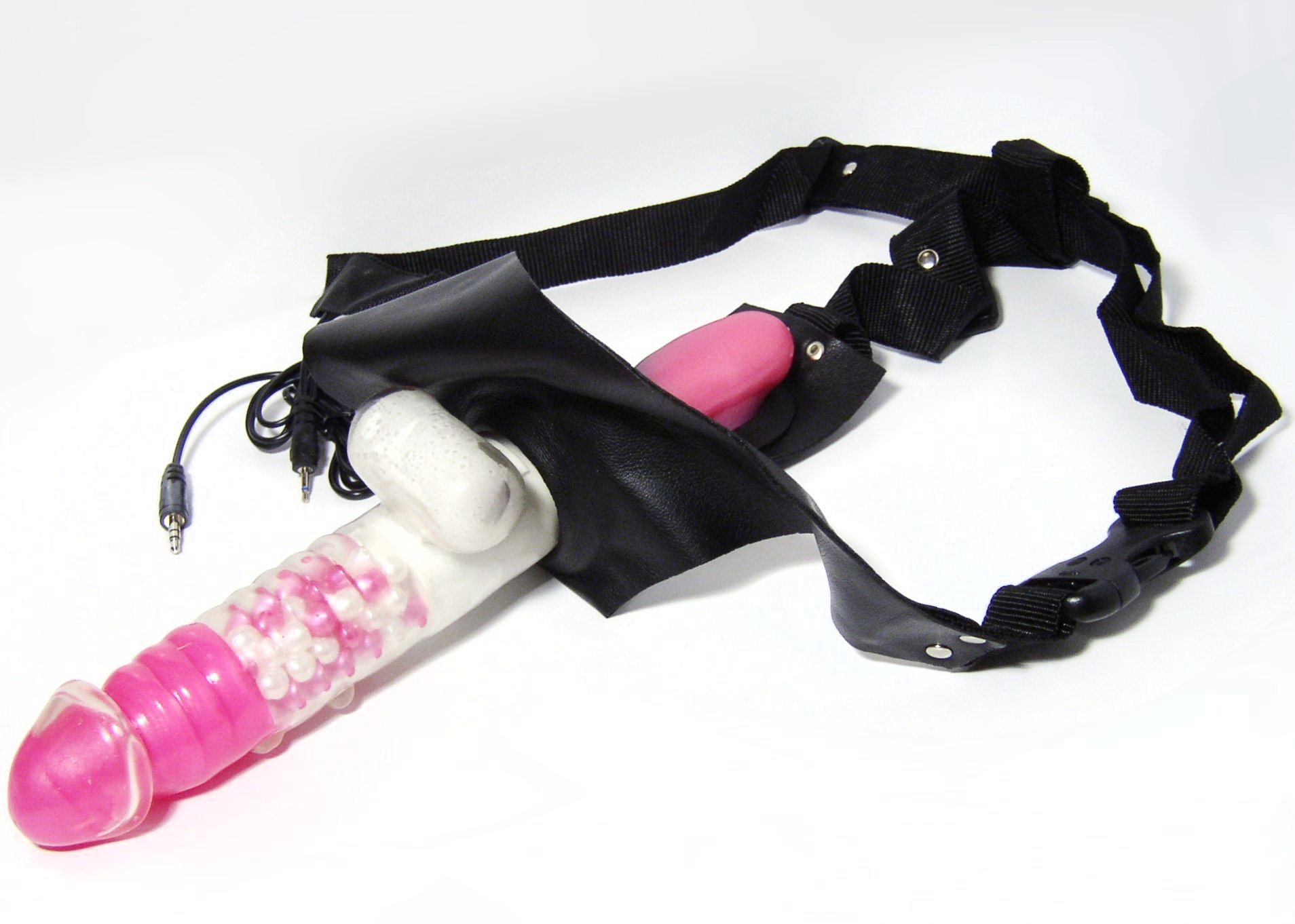
Arnés con vibrador incluido

Un dildo con arnés o vibrador con arnés o «strap-on», también conocido como pene femenino, arnés, arnés pene, cinturón poronguero o cinturonga, es un consolador diseñado para ser usado (por lo general montado en un arnés) en actos sexuales para penetrar a la pareja por vía vaginal.
Una mujer puede utilizar este artefacto para penetrar por vía vaginal o anal a otra mujer, para imitar una felación o para penetrar analmente a un hombre (pegging).
El uso masculino de este aparato es un apoyo para quienes sufren disfunción eréctil, entre otros usos. Existe una amplia variedad de arneses para complacer los gustos de cualquier usuario; algunos incluyen vibradores, para placer del usuario o pareja, entre otras diferentes características, con distintas ventajas e inconvenientes para los usuarios.

## Clases de arneses

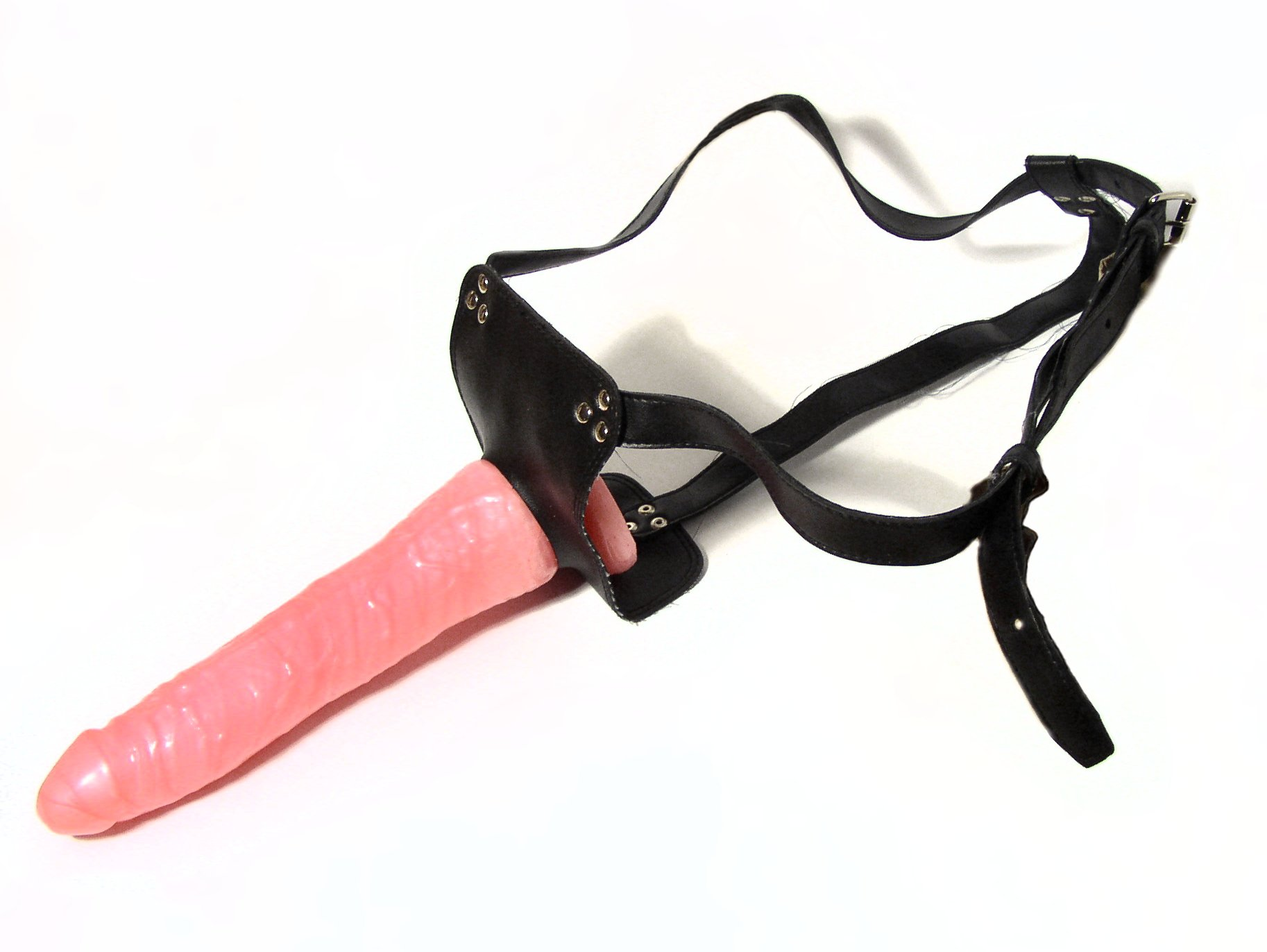
Arnés tipo 2-strap

- 2-strap: Un arnés 2-strap es básicamente similar a una tanga. Una correa rodea la cintura del usuario, como un cinturón, mientras que otra va entre sus piernas y se une a la otra correa en el centro de la parte baja de la espalda. Si bien esta es la forma más simple, muchas personas la encuentran incómoda debido a que la correa frota contra el ano y otras áreas, y que a veces no proporcionan un apoyo firme provocando que el consolador se tuerza, se zafe o no se mueva.

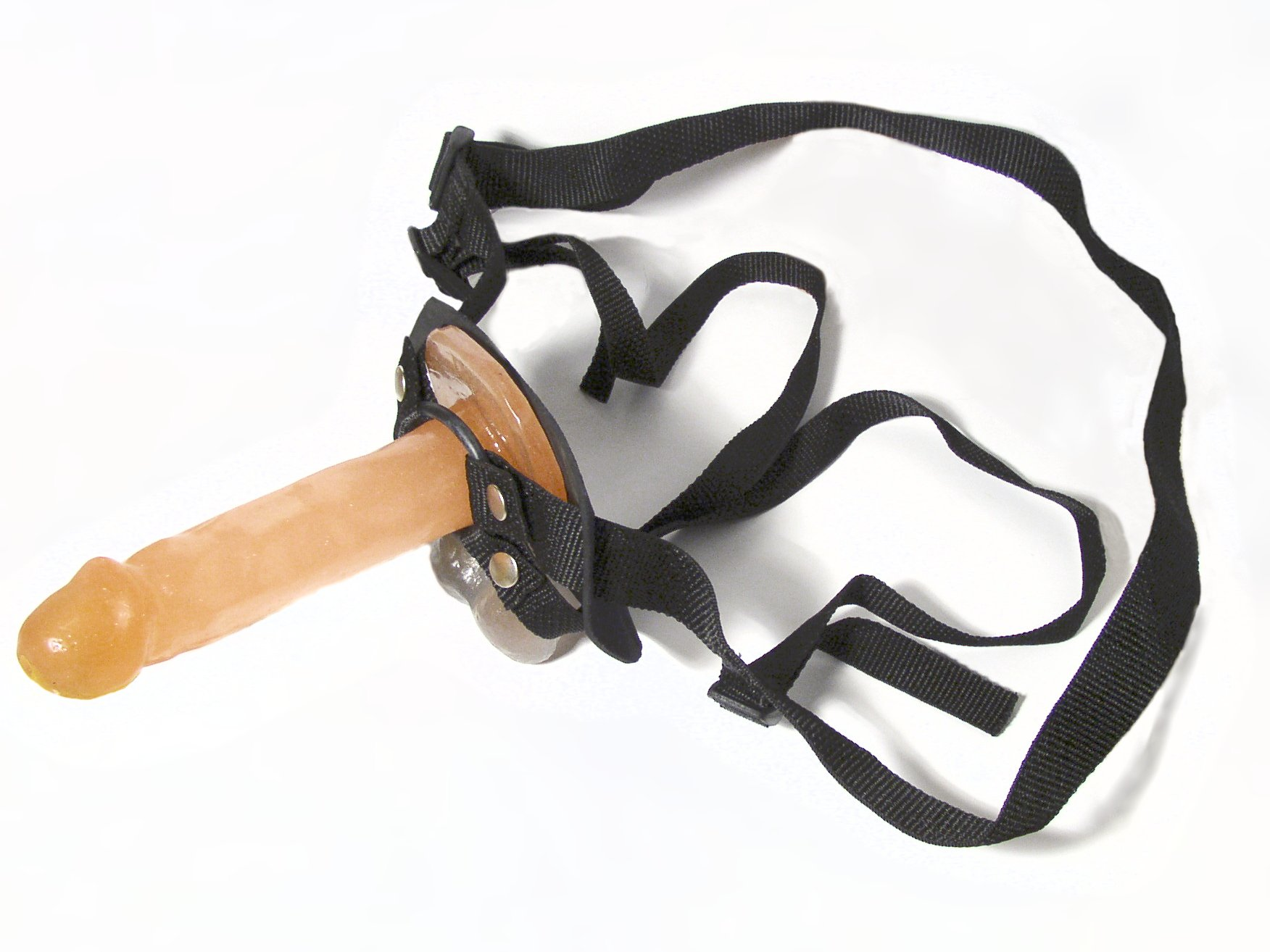
Arnés tipo 3-strap

- 3-strap: Estos arneses también tienen una correa alrededor de la cintura del usuario, pero en lugar de una correa entre las piernas, cuenta con dos correas, una en cada muslo, que se unen con la principal al frente. Este diseño deja los genitales y el ano al descubierto, y atribuye al consolador más firmeza, dando al usuario un mayor control. Sin embargo, no todas las personas encuentran este diseño cómodo y, a veces, son difíciles de ubicar o tienden a salir de la pareja antes de tiempo.

Existen diferentes variedades de estos diseños, por lo general arneses que ubican el consolador en o cerca de la abertura vaginal, en lugar de más arriba; algunos tienen un cinturón que no es parte del sistema de sostén del aparato, con un par de correas en "V" al frente, y ya sea una única correa entre las piernas o dos correas alrededor de los muslos. El primero de estos diseños se llama 3-strap, y el segundo 4-strap. Sin embargo, la mayoría de los aspectos de su diseño y uso (como una correa en el ano, etc.) son los mismos que los de los arneses 2-strap y 3-strap, respectivamente.
- Corsé o lencería: Existen consoladores integrados a diversas prendas de vestir, principalmente con un corsé u otros elementos de lencería. Algunos están diseñados para ser usados debajo de la ropa normal para un rápido uso (si se hace con el consolador en el lugar, ya sea para dar la apariencia de un pene o para poder iniciar rápidamente el coito, esto a veces se denomina packing), mientras que otros aprovechan la resistencia que la ropa le confiere al sostén del consolador o, simplemente, como accesorio erótico.